# 第二顆鈕釦
第二顆鈕釦的文化源自日本，當女生在畢業典禮（卒業式）向男生索取校服上的第二顆鈕釦時，代表她喜歡對方，假使男方願意交出自己的第二顆鈕釦，即代表願意和對方正式交往。

## 原因及由來
1.因為校服上的鈕釦各有意思，第一顆留給自己（自分），第二顆給最重要的人（一番大切な人）有著我喜歡你的意思，第三顆給朋友（友人），第四顆給家人（家族），第五顆給關係最淡的人。所以有人用第二顆鈕釦表示自己的心意。
2.傳說是因為釦子的主人比較常觸摸到，而且比較接近心臟，所以得到它也就好像得到對方的心了。
3.由軍隊傳統演變而成。當戰爭來臨要強制服役時，不知道有沒有重逢的機會，於是男方將身上軍服的第二顆鈕釦給予女方，即：見此物如見我。作為女方思念的寄託。而日本學生制服源自軍服，這種浪漫傳說也延伸在校園中流傳而逐漸成為傳統。